# Brahmani
Brahmani és un riu d'Orissa format per la unió del South Koel i el Sankh. El Brahmani llavors corre al sud, girant després una mica a l'est, regant els districtes de Sundargarh, Kendujhar, Dhenkanal, Cuttack i Jajapur, i prop ja de la seva desembocadura rep el Kharsua, i una mica després s'uneix al Baitirani formant el Dhamra. Amb aquest nom desaigua a la badia de Bengala per dues boques: l'estuari de Dhamra i el riu Maipara. La seva longitud és de 481 km. La seva branca principal és el Kimirua que s'ajunta al Genguti, Kelo, i Birupa (derivació del Mahanadi) i amb el nom de Birupa torna al Brahmani.